# Seuneubok Rawang
Seuneubok Rawang is een bestuurslaag in het regentschap Aceh Timur van de provincie Atjeh, Indonesië. Seuneubok Rawang telt 721 inwoners (volkstelling 2010).